# 稀鳥まりや
稀鳥 まりや（きとり まりや、8月11日 - ）は、元宝塚歌劇団星組の娘役。
東京都港区、聖心インターナショナル・スクール出身。身長158cm。愛称は「まりや」。

## 来歴
2003年、宝塚音楽学校入学。
2005年、宝塚歌劇団に91期生として入団。花組公演「マラケシュ・紅の墓標／エンター・ザ・レビュー」で初舞台。その後、星組に配属。
華やかなダンサーとして注目を集め、2007年の「エル・アルコン」で新人公演初ヒロイン。
2012年8月5日、「ダンサ セレナータ／Celebrity」東京公演千秋楽をもって、宝塚歌劇団を退団。

## 人物
3歳から11歳までスペインのバルセロナで育ったため、スペイン語が堪能。バレリーナに憧れ、14歳からモナコに2年間バレエ留学をしていた。この間にフランス語も覚えたため、英語も合わせれば4ヶ国語を操ることができる。
長い海外生活の中で、母が宝塚ファンだったことから自然と自分も憧れるようになり、宝塚入団を志した。

## 宝塚歌劇団時代の主な舞台

### 初舞台
- 2005年3 - 5月、花組『マラケシュ・紅の墓標』『エンター・ザ・レビュー』（宝塚大劇場のみ）

### 星組時代
- 2005年7 - 8月、『長崎しぐれ坂』『ソウル・オブ・シバ!!』（東京宝塚劇場のみ）
- 2006年1 - 4月、『ベルサイユのばら-フェルゼンとマリー・アントワネット編-』
- 2006年5月、『Young Bloods!!-Twinkle Twinkle Star-』（バウホール） - マリヤ
- 2006年8 - 11月、『愛するには短すぎる』『ネオ・ダンディズム! - 男の美学 -』
- 2007年1月、『ハロー!ダンシング』（バウホール）
- 2007年3 - 7月、『さくら』『シークレット・ハンター』
- 2007年9月、『KEAN』（日生劇場） - サラ
- 2007年11 - 2008年2月、『エル・アルコン-鷹-』 - ジュリエット、新人公演：ギルダ・ラバンヌ（本役：遠野あすか）『レビュー・オルキス-蘭の星-』 新人公演初ヒロイン[3][2]
- 2008年3 - 4月、『赤と黒-原作 スタンダール-』（ドラマシティ・日本青年館・愛知厚生年金会館） - エリザ
- 2008年6 - 10月、『THE SCARLET PIMPERNEL（スカーレット ピンパーネル）』 - サリー、新人公演：マリー・グロショルツ（本役：夢咲ねね）
- 2008年11月、『ブエノスアイレスの風』（日本青年館・バウホール）
- 2009年2 - 4月、『My dear New Orleans（マイ ディア ニュー オリンズ）』 - 少女時代のルイーズ、新人公演：ネティ（本役：夢咲ねね）『ア ビヤント』
- 2009年6 - 9月、『太王四神記 Ver.II』 - ナリ、新人公演：パソン（本役：琴まりえ）
- 2009年10 - 11月、『再会』『ソウル・オブ・シバ!!』（全国ツアー）
- 2010年1 - 3月、『ハプスブルクの宝剣』 - オルガ『BOLERO』[3]
- 2010年4 - 5月、『激情』 - スサーナ『BOLERO』（全国ツアー）
- 2010年7 - 8月、『ロミオとジュリエット』（梅田芸術劇場・博多座）
- 2010年10 - 12月、『宝塚花の踊り絵巻』『愛と青春の旅だち』 - 少年ザック、新人公演：スーザン（本役：妃咲せあら）
- 2011年2月、『愛するには短すぎる』 - クラウディア・へニング『ル・ポァゾン 愛の媚薬II』（中日劇場）
- 2011年4 - 7月、『ノバ・ボサ・ノバ』 - スリの女、新人公演：マダムX（本役：万里柚美）『めぐり会いは再び』 - コリーヌ（エルミダス）
- 2011年8 - 9月、『ノバ・ボサ・ノバ』 - ラービオス『めぐり会いは再び』 - コリーヌ（エルミダス）（博多座・中日劇場）
- 2011年11 - 2012年2月、『オーシャンズ11』 - 記者、新人公演：クィーン・ダイアナ（本役：白華れみ）
- 2012年3 - 4月、柚希礼音スペシャル・ライブ『REON!!』（ドラマシティ・日本青年館）
- 2012年5 - 8月、『ダンサ セレナータ』 - テレーザ『Celebrity』 退団公演[3]

### 出演イベント
- 2005年8 - 9月、轟悠ディナーショー『Alpha-20ans FACE OF YU』